# Séléniure de cuivre(I)
Pour les articles homonymes, voir Séléniure de cuivre.
Le séléniure de cuivre(I) est le séléniure de cuivre dans lequel le cuivre a le nombre d'oxydation +I, de formule théorique Cu2Se mais souvent non stœchiométrique (formule Cu2-xSe, où x est l'écart à la stœchiométrie). Il s'agit d'un matériau semi-conducteur. Il est souvent produit sous forme de nanoparticules,,.
Le séléniure de cuivre est formé lors de certains traitements de bleuissage des aciers. Il a été étudié dans le cadre de traitements potentiels du cancer du côlon.

## Occurrence naturelle
Les séléniures de cuivre sont les minéraux de sélénium les plus communs. CuSe correspond au minéral klockmannite, tandis que Cu2Se existe sous deux polymorphes, la berzélianite (cubique, la plus répandue) et la bellidoïte (tétragonale). Il existe d'autres séléniures naturels de cuivre, dont l'umangite, Cu3Se2 et l'athabascaïte, Cu5Se4.